# August Schleicher
August Schleicher (født 19. februar 1821 i Meiningen, død 6. december 1868 i Jena) var en tysk sprogforsker.
Han studerede først i Leipzig og Tübingen teologi og ved siden deraf filosofi og orientalske sprog, men opgav 1843 teologien og studerede nu i Bonn klassisk filologi og andre sprog. 1846 tog han her doktorgraden og habiliterede sig samme år som docent i sammenlignende sprogvidenskab. Dette blev nu hans egentlige fag, idet han som speciale navnlig dyrkede slaviske sprog. 1850 blev han professor ved Universitetet i Prag, egentlig i klassisk filologi, men hans fag gik stiltiende over til sanskrit og sammenlignende sprogvidenskab. 1852 foretog han med understøttelse af Wien-Akademiet en sprogvidenskabelig rejse til Litauen. Resultatet heraf var hans vigtige Handbuch der litauischen Sprache (I Grammatik 1856, II Læsebog med folkedigte, eventyr og lignende og glossar 1857). Da han imidlertid ikke kunde forsone sig med de nationale og politiske forhold i Prag, opgav han 1857 sin stilling her og tog imod et professorat i Jena i sammenlignende sprogvidenskab og gammeltysk filologi. Her virkede han da til sin død.
Schleicher har, særlig gennem sit hovedværk: Compendium der vergleichenden Grammatik der indogermanischen Sprachen (1861, 4. oplag 1876), mere end nogen anden sat sit præg på den sammenlignende sprogvidenskabs metode og udvikling i tiden fra omtrent 1850—76. Karakteristisk for ham er den måde, hvorpå han vil bringe alt, hvad der vedrører sprogenes liv, ind under en bestemt, mere eller mindre vilkårlig postuleret systematik, og særlig hans forsøg på at rekonstruere et forhistorisk sprogtrin for vor æt, Die indogermanische Ursprache, ud fra hvilket han atter søger at forklare de enkelte sprogs former. Der spores herved en afgjort påvirkning, dels fra Hegels filosofi, dels fra naturvidenskaberne, hvilke han fra ung af havde interesseret sig for. Selve sprogvidenskaben anså han for en gren af naturvidenskaberne. Foruden hans allerede nævnte arbejder må fremhæves: Sprachvergleichende Untersuchungen (2 bind, 1848—50), Formenlere der kirchenslawischen Sprache (1852), Litauische Märchen (1854), Zur Morphologie der Sprache (i Sankt Petersburg-Akademiets memoirer, 1859), Die deutsche Sprache (1860, 3. oplag 1874), Die Darwinsche Theorie und die Sprachwissenschaft (1863, 3. oplag 1873), Laut- und Formenlere der polabischen Sprache (1871). Sammen med Adalbert Kuhn redigerede Schleicher fra 1856 tidsskriftet "Beiträge zur vergleichenden Sprachforschung"; hertil og til "Zeitschrift für vergleichenden Sprachforschung" har han leveret ikke få bidrag.